# Notarius cookei
Notarius cookei is een  straalvinnige vissensoort uit de familie van christusvissen (Ariidae). De wetenschappelijke naam van de soort is voor het eerst geldig gepubliceerd in 2002 door Acero P. & Betancur-R..
De soort staat op de Rode Lijst van de IUCN als Kwetsbaar, beoordelingsjaar 2007. De omvang van de populatie is volgens de IUCN dalend.